# واموش‌پرچ
واموش‌پرچ (به مجاری:  Vámospércs) یک منطقهٔ مسکونی در مجارستان است که در ناحیه نییرادونی واقع شده‌است. واموش‌پرچ ۵۸٫۲ کیلومتر مربع مساحت و ۵٬۳۶۲ نفر جمعیت دارد.